# Shahar Ginanjar
Shahar Ginanjar (sinh 4 tháng 11 năm 1990 ở Purwakarta) là một cầu thủ bóng đá người Indonesia hiện tại thi đấu cho PS Barito Putera.

## Đời sống cá nhân
Anh kết hôn ngày 24 tháng 1 năm 2015.

## Sự nghiệp
Anh gia hạn hợp đồng với Persib Bandung trong 2 năm vào ngày 27 tháng 11 năm 2013.

## Sự nghiệp quốc tế
Anh có màn ra mắt quốc tế với U-23 Indonesia ngày 13 tháng 7 năm 2013 trước U-23 Singapore khi vào sân từ ghế dự bị.
Anh được triệu tập vào đội tuyển Indonesia thi đấu với Malaysia ngày 14 tháng 9 năm 2014, nhưng không được ra sân.

## Danh hiệu
Pelita Jaya U-21
Vô địch
- Indonesia Super League U-21: 2008–09

Á quân
- Indonesia Super League U-21: 2009–10

Persib Bandung
Vô địch
- Indonesia Super League: 2014